# كريستيان شتوكر
كريستيان شتوكَر (بالألمانية: Christian Stocker؛ من مواليد 20 مارس 1960)، هو سياسي نمساوي، يشغل منصب المستشار الاتحادي للنمسا منذ مارس 2025، ليكون بذلك المستشار التاسع والعشرين في تاريخ البلاد. ينتمي شتوكَر إلى حزب الشعب النمساوي، ويشغل عضوية المجلس الوطني منذ عام 2019، كما يشغل منصب رئيس الحزب بالوكالة منذ 5 يناير 2025، بعد أن كان الأمين العام للحزب في الفترة الممتدة من سبتمبر 2022 حتى يناير 2025.
انتُخب شتوكَر زعيمًا مؤقتًا للحزب في أعقاب استقالة المستشار كارل نهامر من قيادة الحزب في مطلع عام 2025، ورغم أنه كان قد استبعد سابقًا التحالف مع حزب الحرية النمساوي بقيادة هربرت كيكل، إلا أنه لاحقًا أعلن استعداد حزب الشعب للدخول في مفاوضات ائتلافية مع حزب الحرية اليميني المتطرف. وكانت محاولات سابقة لتشكيل ائتلاف ثلاثي بين حزب الشعب، والحزب الاشتراكي الديمقراطي، وحزب النيوز قد فشلت في أعقاب الانتخابات التشريعية النمساوية لعام 2024.
وفي 27 فبراير 2025، أعلنت الأحزاب الثلاثة—الاشتراكي الديمقراطي، الشعب، والنيوز—توصلها إلى اتفاق لتشكيل حكومة ائتلافية جديدة بقيادة كريستيان شتوكَر في منصب المستشار الاتحادي.